# 植田村 (秋田県)
植田村（うえだむら）は秋田県平鹿郡にあった村。現在の横手市南部、雄物川右岸、奥羽本線十文字駅の西方一帯にあたる。

## 地理
- 河川：雄物川

## 歴史
- 1889年（明治22年）4月1日 - 町村制の施行により、植田村、越前村、木下村、源太左馬村の区域をもって発足。
- 1955年（昭和30年）4月1日 - 十文字町・睦合村と合併し、改めて十文字町が発足。同日植田村廃止。